# Comité Paralímpico Nacional de Montenegro
El Comité Paralímpico Nacional de Montenegro (en montenegrino: Параолимпијски комитет Црне Горе) es el comité paralímpico nacional que representa a Montenegro. Esta organización es la responsable de las actividades deportivas paralímpicas en el país. Es miembro del Comité Paralímpico Internacional y del Comité Paralímpico Europeo.